# Semiothisa bejucoaria
Semiothisa bejucoaria är en fjärilsart som beskrevs av Dyar 1915. Semiothisa bejucoaria ingår i släktet Semiothisa och familjen mätare. Inga underarter finns listade i Catalogue of Life.